# Snowboard al XVI Festival olimpico invernale della gioventù europea
Le gare di snowboard al XVI Festival olimpico invernale della gioventù europea si sono svolte dal 23 al 27 gennaio 2023 alla Ski Area di Sella Nevea-Canin, in Italia, per le gare di snowboard freestyle, mentre invece le gare di snowboard alpino e di snowboard cross si svolgono alla Ski Area di Piancavallo, sempre in Italia.
Sono state disputate quattro gare maschili, quattro gare femminili e due gare miste, per un totale di 10 gare, alle quali hanno preso parte esclusivamente atleti e atlete nate nel 2005 e nel 2006 per le gare di snowboard alpino e di snowboard cross, mentre alle gare di snowboard freestyle hanno partecipato esclusivamente atleti e atlete nate nel 2006 e nel 2007.

## Programma
| Data       | Ora (UTC+1)   | Evento (Snowboard freestyle)                   | Ora (UTC+1)   | Evento (Snowboard alpino)                                    | Ora (UTC+1) | Evento (Snowboard cross) |
| ---------- | ------------- | ---------------------------------------------- | ------------- | ------------------------------------------------------------ | ----------- | ------------------------ |
| 21 gennaio | 08:30 - 10:50 | Allenamento                                    | 10:00         | Allenamento non ufficiale                                    |             |                          |
| 22 gennaio | 08:30 - 11:40 | Qualificazioni big air maschile e femminile    | 09:30         | Allenamento                                                  |             |                          |
| 23 gennaio | 09:00 - 11:30 | Finali big air maschile e femminile            | 10:00         | Qualificazioni slalom gigante parallelo maschile e femminile |             |                          |
| 23 gennaio | 09:00 - 11:30 | Finali big air maschile e femminile            | 13:00         | Finali slalom gigante parallelo maschile e femminile         |             |                          |
| 24 gennaio | 09:00 - 11:30 | Allenamento                                    | 10:00 - 13:00 | Slalom gigante parallelo a squadre miste                     |             |                          |
| 25 gennaio | 09:00 - 14:20 | Qualificazioni slopestyle maschile e femminile |               |                                                              | 09:30       | Allenamento              |
| 26 gennaio | 14:00 - 15:20 | Allenamento                                    | 10:00         | Qualificazioni maschili e femminili                          |             |                          |
| 26 gennaio | 14:00 - 15:20 | Allenamento                                    | 12:30         | Finali maschili e femminili                                  |             |                          |
| 27 gennaio | 09:00 - 11:45 | Finale slopestyle maschile e femminile         | 10:00 - 12:30 | Gara mista a squadre                                         |             |                          |

## Podi

### Ragazzi
| Evento                                       | Oro             | Tempo         | Argento          | Tempo            | Bronzo                 | Tempo          |
| Snowboard freestyle                          |                 |               |                  |                  |                        |                |
| Slopestyle maschile (dettagli)               | Charlie Lane    | 89.00         | Marcello Grassis | 84.75            | Luca Merimee Mantovani | 82.75          |
| Big air maschile (dettagli)                  | Romain Allemand | 181.0         | Charlie Lane     | 151.3            | Niklas Sukke           | 146.0          |
| Snowboard alpino                             |                 |               |                  |                  |                        |                |
| Slalom gigante parallelo maschile (dettagli) | Mike Santuari   | Mike Santuari | Petar Gergyovski | Petar Gergyovski | Werner Pietsch         | Werner Pietsch |
| Snowboard cross                              |                 |               |                  |                  |                        |                |
| Gara maschile (dettagli)                     | Achille Leleu   | 70.00         | Daan Stam        | 56.00            | Felix Kurt Schwenkel   | 42.00          |

### Ragazze
| Evento                                        | Oro                 | Tempo           | Argento          | Tempo           | Bronzo            | Tempo      |
| Snowboard freestyle                           |                     |                 |                  |                 |                   |            |
| Slopestyle femminile (dettagli)               | Vanessa Volopichová | 91.75           | Yuna Scheidegger | 83.75           | Soha Janett       | 80.50      |
| Big air femminile (dettagli)                  | Kristina Holzfeind  | 156.3           | Sam Van Lieshout | 156.3           | Selina Lakatha    | 139.5      |
| Snowboard alpino                              |                     |                 |                  |                 |                   |            |
| Slalom gigante parallelo femminile (dettagli) | Mathilda Scheid     | Mathilda Scheid | Adela Keclikova  | Adela Keclikova | Marie Gams        | Marie Gams |
| Snowboard cross                               |                     |                 |                  |                 |                   |            |
| Gara femminile (dettagli)                     | Felicie Leicht      | 140.00          | Lea Casta        | 112.00          | Karolina Sperlova | 84.00      |

### Misto
| Evento                                        | Oro                                       | Argento                                   | Bronzo                                  |
| Snowboard alpino                              |                                           |                                           |                                         |
| Slalom gigante parallelo a squadre (dettagli) | Rep. Ceca Adela Keclikova Krystof Minardi | Bulgaria Andrea Kotsinova Tervel Zamfirov | Germania Mathilda Scheid Benedikt Riel  |
| Snowboard cross                               |                                           |                                           |                                         |
| Gara a squadre (dettagli)                     | Francia 2 Elliot Leicht Lea Casta         | Francia 1 Achille Leleu Felicie Leicht    | Bulgaria 1 Ivan Ivanov Andrea Kotsinova |

## Medagliere
| Posiz. | Nazione       | Oro | Argento | Bronzo | Totale |
| ------ | ------------- | --- | ------- | ------ | ------ |
| 1      | Francia       | 4   | 2       | 1      | 7      |
| 2      | Rep. Ceca     | 2   | 1       | 1      | 4      |
| 3      | Gran Bretagna | 1   | 1       | 0      | 2      |
| 3      | Italia        | 1   | 1       | 0      | 2      |
| 5      | Austria       | 1   | 0       | 3      | 4      |
| 6      | Germania      | 1   | 0       | 2      | 3      |
| 7      | Bulgaria      | 0   | 2       | 1      | 3      |
| 8      | Paesi Bassi   | 0   | 2       | 0      | 2      |
| 9      | Svizzera      | 0   | 1       | 1      | 2      |
| 10     | Norvegia      | 0   | 0       | 1      | 1      |
| Totale | Totale        | 10  | 10      | 10     | 30     |